# Frank Tempel

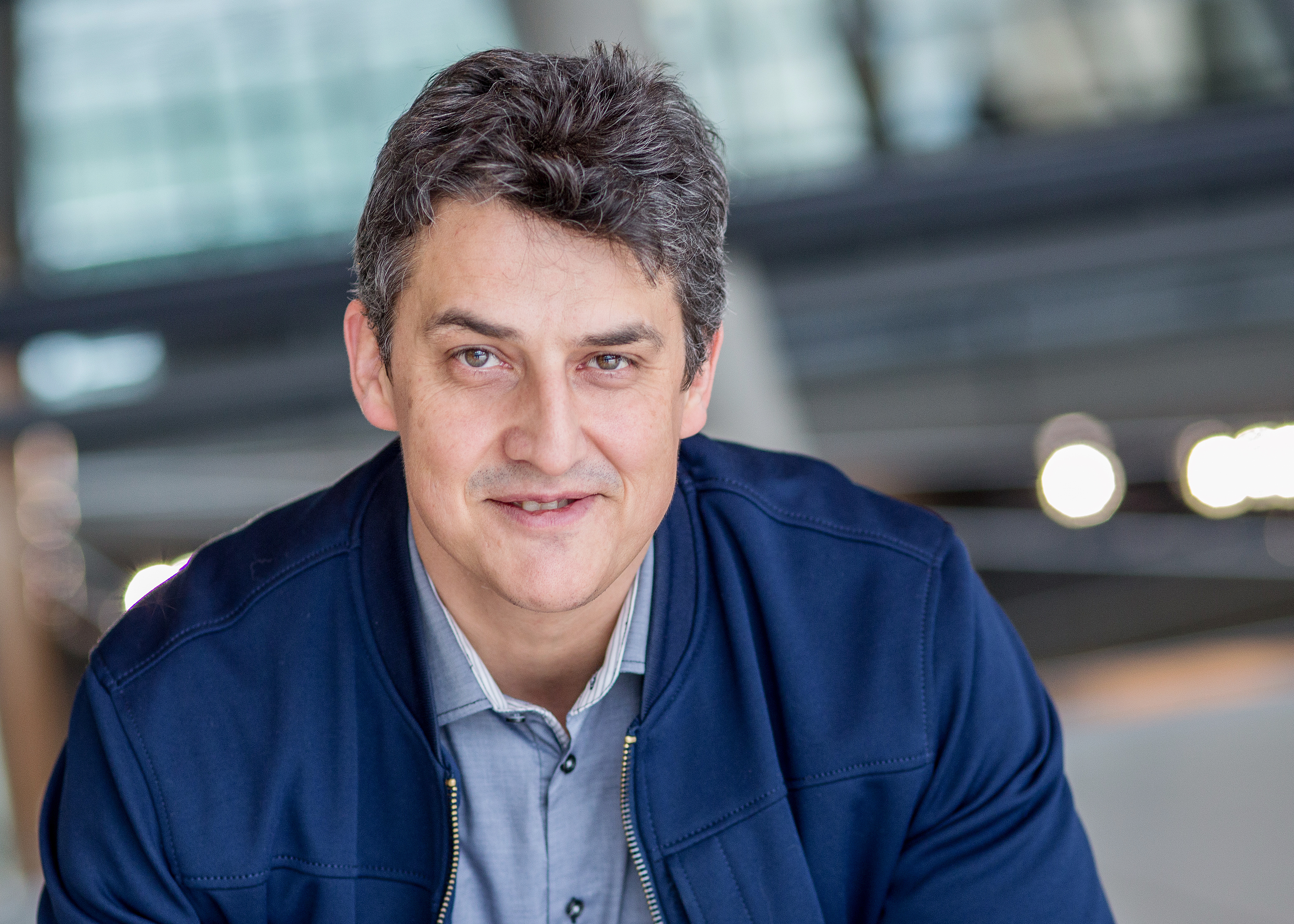
Frank Tempel (2016)

Frank Tempel (* 19. Januar 1969 in Belzig) ist ein deutscher Politiker (Die Linke). Er war von 2009 bis 2017 Mitglied des Deutschen Bundestages, wo er ab Mai 2010 drogenpolitischer Sprecher der Bundestagsfraktion war. Im Januar 2014 wurde Frank Tempel ohne Gegenstimmen zum stellvertretenden Vorsitzenden des Innenausschusses des Bundestages gewählt. Er war der erste Politiker der Partei Die Linke, der diesen Posten bekleidete. Von 2017 bis 2019 war er Leiter der Koordinierungsstelle Häusliche Gewalt in Thüringen. Seit 2020 ist er wieder bei der Kriminalpolizei in Gera.

## Leben
Frank Tempel wurde am 19. Januar 1969 in Belzig in der DDR als Sohn eines Lehrerehepaares geboren. Nach dem Besuch der Polytechnischen Oberschule „Hanno Günther“ absolvierte er eine dreijährige Berufsausbildung mit Abitur zum Landmaschinenschlosser. 1988 verpflichtete sich Tempel zu einer Berufsoffizierslaufbahn bei den Grenztruppen der DDR. Er begann sein Offiziersstudium an der Offiziershochschule der Grenztruppen der DDR „Rosa Luxemburg“ in Suhl, beendete dies aber durch die Ereignisse um die politische Wende in der DDR nicht. Tempel erhielt von 1990 bis 1991 eine ABM als Sozialarbeiter, bei der er in Suhl ein Jugendprojekt der FDJ im Bereich Sozialarbeit betreute. Anschließend war er als Berufskraftfahrer beim Abbau von Grenzanlagen in Sonneberg tätig. Nach einer kurzen Tätigkeit als Kfz-Schlosser konnte er 1993 eine Ausbildung im mittleren Polizeivollzugsdienst in Thüringen beginnen. Nach dieser Ausbildung wechselte er im Dezember 1996 an die Polizeischule Meiningen, um ein zweijähriges Fachhochschulstudium zu absolvieren, welches er im Dezember 1998 als Diplom-Verwaltungswirt (FH) Fachbereich Polizei beendete. 1999 wurde Tempel zum Kriminalbeamten im gehobenen Dienst ernannt.
Seit 1995 ist Tempel in der Gewerkschaft der Polizei aktiv tätig, darunter zwei Jahre Landesvorsitzender der Jungen Gruppe der GdP in Thüringen.
Nach seinem Ausscheiden aus dem Deutschen Bundestag kehrte er im November 2017 in den Polizeidienst zurück. Kurz darauf wurde er von der Thüringer Landesregierung in seiner Funktion als Polizeibeamter in die neu eingerichtete Koordinierungsstelle Häusliche Gewalt abgeordnet. Nach Ablauf von zwei Jahren kehrte er in seine alte Verwendung bei der Kriminalpolizei Gera zurück.
Frank Tempel lebt in Zehma in einer Partnerschaft und ist Vater von vier Kindern.

## Politik
Mit Beginn seines Offiziersstudiums wurde Tempel Kandidat der SED. 1990 bewarb er sich um ein Landtagsmandat als Kandidat der FDJ, deren Landesvorstand er zeitweilig angehörte, auf der Liste der Linken Liste/PDS. Den Einzug in das Parlament verfehlte er jedoch. 1992 trat Tempel aus der PDS aus. 2001 wurde er erneut Mitglied der PDS und – bedingt durch seinen Wohnort – im Kreisverband Altenburger Land tätig. 2004 zog Tempel in den Kreistag Altenburger Land ein. Seit 2007 führt er den Kreisverband Altenburger Land der Partei Die Linke zudem als Vorsitzender. Weiterhin ist er einer der Initiatoren und Vorstandsmitglied beim LEAP (Law Enforcement Against Prohibition) Deutschland e. V., welcher sich für die Legalisierung von Drogen einsetzt.
Im Mai 2016 wurde er in den Vorstand der Partei Die Linke gewählt.

## Abgeordneter
2005 bewarb er sich als Kandidat im Bundestagswahlkreis Greiz – Altenburger Land erstmals für ein Bundestagsmandat. Mit 25,9 % der Erststimmen und Platz 6 der Landesliste verfehlte er den Einzug in das Parlament. Seit dem 29. September 2009 war er als Nachrücker von Bodo Ramelow Abgeordneter des 16. Deutschen Bundestages, der jedoch keine Sitzung mehr abhielt. Zur Bundestagswahl 2009 erhielt Tempel 29,3 % der Erststimmen, welche aber nicht zum Direktmandat reichten. Durch den Listenplatz 4 zog er in den 17. Deutschen Bundestag ein. Bei der Bundestagswahl 2013 kandidierte er erneut auf Platz 4 der Landesliste seiner Partei und blieb Abgeordneter im Bundestag. Im 18. Bundestag war Tempel ordentliches Mitglied im Innenausschuss und dessen stellvertretender Vorsitzender. Am 3. November 2015 wurde er zum stellvertretenden Vorsitzenden der Bundestagsfraktion seiner Partei gewählt.
Bei der Bundestagswahl 2017 konnte er mit 18,7 % der Stimmen im neu zugeschnittenen Bundestagswahlkreis Gera – Greiz – Altenburger Land kein Direktmandat erreichen und verfehlte auch über Platz 4 der Landesliste seiner Partei den Einzug in den 19. Deutschen Bundestag.
Zur Bundestagswahl 2021 trat Tempel im Wahlkreis Saalfeld-Rudolstadt – Saale-Holzland-Kreis – Saale-Orla-Kreis für seine Partei an, wurde jedoch nicht ins Parlament gewählt.
Bei der Bundestagswahl 2025 kandidiert Tempel im Bundestagswahlkreis Gera – Greiz – Altenburger Land und auf Platz 4 der Landesliste.